# Sala 1 de la Feria de Belgrado
La Sala 1 de la Feria de Belgrado es el mayor espacio expositivo de la Feria de Belgrado, en Serbia. La sala se abrió al público en 1957 , siendo la cúpula más grande del mundo entre 1957 y 1965 y es la cúpula más grande de Europa. La sala 1 fue construida entre 1954 y 1957 por Branko Žeželj y Milorad Pantović. Se encuentra ubicado en el nuevo Recinto Ferial de Belgrado, en la orilla derecha del río Sava. Es de forma circular, cubierta por una cúpula que abarca 109 metros, que es la cúpula más grande del mundo construido con hormigón pretensado.